# 藿香正气水
藿香正气水，是中国大陆境内生产销售的一种中成药。常被用做防治中暑和治疗胃肠型感冒。藿香正气水也有抗菌消炎，调理肠胃和驱蚊的功效。《中国药典》也载藿香正气口服液、藿香正气软胶囊、藿香正气滴丸、加味藿香正气软胶囊。都是从《太平惠民和剂局方》藿香正气散改型而成。

## 禁忌
由于藿香正气水里面含有酒精，所以不能和有MTT或MTDT基团的头孢类感冒药混合服用，否则可能会导致双硫仑反应，严重者会有生命危险；另外藿香正气水酒精含量较高，饮用后不可驾驶车辆或进行某些特种作业；酒精过敏者亦不可服用。上述情况下，若一定要服用，可选择其它成分相同的成药，如胶囊或不含酒精的口服液等。